# Aston Martin Cygnet
De Aston Martin Cygnet is een dwergauto gefabriceerd door Aston Martin en afgeleid van de Toyota iQ. Aston Martins doel met deze auto is voldoen aan de emissie-eisen van de Europese Unie per 2012. De Cygnet is alleen beschikbaar voor mensen die al een Aston Martin bezitten. Aston Martin-bestuursvoorzitter Ulrich Bez kondigde aan te denken aan een productie van ongeveer 4000 stuks per jaar voor £30.000 ofwel ± € 34 000 per auto.
In september 2013 werd de productie van de Cygnet na slechts twee jaar gestaakt. De reden hiervoor waren de slechte verkoopcijfers. In plaats van de geplande 4000 te verkopen autos per jaar werden er in totaal slechts 150 verkocht.